# Corriente Clasista y Combativa

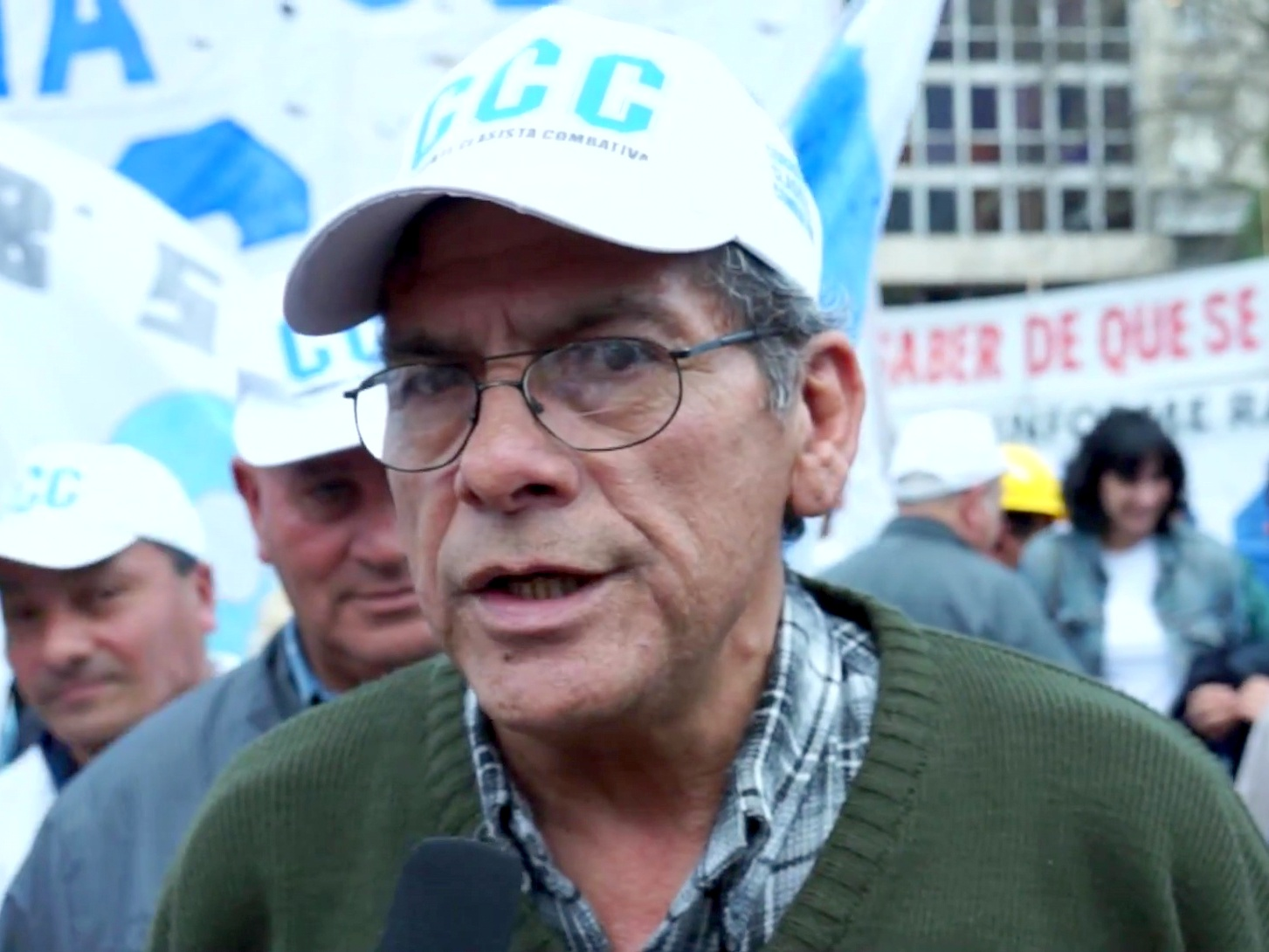
Juan Carlos Alderete, Coordinador Nacional de Desocupados de la CCC.

La Corriente Clasista y Combativa (o CCC) es una agrupación política y sindical argentina impulsada por el Partido Comunista Revolucionario. Se formó luego de la Marcha Federal de 1994, la cual se había organizado en oposición al gobierno de Carlos Menem.

## Historia
Aunque la CCC se formó oficialmente en el año 1994, se considera heredera de las Agrupaciones Clasistas 1.º de Mayo que en los '70 tuvieron un peso importante en el movimiento obrero, llegando a dirigir el sindicato industrial más importante del interior del país, el SMATA Córdoba, con René Salamanca a la cabeza, posteriormente detenido y desaparecido.
Durante la dictadura esas agrupaciones participaron en importantes luchas, como las de los mecánicos de Renault y Peugeot, del Frigorífico Swift, la huelga de los trabajadores de Luz y Fuerza, la de los obreros de Lozadur; etc., así como en la huelga y movilización a Plaza de Mayo del 30 de marzo de 1982. Ya durante el gobierno de Raúl Alfonsín, esas agrupaciones protagonizaron otro hecho histórico: la huelga y toma de la fábrica Ford durante 18 días, en la que los obreros pusieron en marcha la producción y sacaron un producto terminado sin participación de la patronal ni los supervisores. Por esos años llegaron a dirigir, además, más de 60 seccionales de UATRE.
A finales de los '80, entre los hechos más importantes protagonizados por estas agrupaciones están las luchas de los estatales jujeños, que derivaron en la caída de cinco gobernadores, donde esta dirigía el Sindicato de Empleados y Obreros Municipales (SEOM) de Jujuy. En el año 1996 dedicó particular atención a la organización de los trabajadores desocupados, transformándose en una de las más conocidas expresiones del movimiento piquetero del país.[cita requerida]
La CCC dirigía la Comisión Interna de Terrabusi-Kraft, la fábrica más grande de la Alimentación, el SEOM-Jujuy, los metalúrgicos de la recuperada fueguina Renacer, y tiene una fuerza importante en otros gremios, como el de Astilleros Río Santiago, en la Educación y estatales de todos los niveles, entre los obreros rurales, entre otros. La agrupación Malvinas Volveremos (integrada a la CCC) dirige el Centro de Ex Soldados Combatientes en Malvinas del Chaco.
La agrupación fue opositora al gobierno nacional de Cristina Fernández de Kirchner, y se sumó a movilizaciones junto a la CGT-RA dirigida por Hugo Moyano y la CTA dirigida por Pablo Micheli, buscando imponer un gobierno de "unidad patriótica y popular".

## Organización interna
La CCC no es una central sindical, ni se propone serlo, sino que es una agrupación que trabaja dentro de todas las centrales. Trabaja en las tres vertientes de la clase obrera: los obreros ocupados, los jubilados y los desocupados; además, cuenta con organizaciones de pueblos originarios y de excombatientes en Malvinas. También cuenta con una organización juvenil, la Juventud de la CCC.
La CCC realiza anualmente un Plenario Nacional, integrado por delegados por cada lugar, con actas de elección y mandato. En los Plenarios, que funcionan a través de comisiones y pleno, se analiza la situación nacional e internacional, y en ese contexto la del movimiento obrero. Se fijan después los lineamientos para el año y los planes de lucha y medidas inmediatas. En esos Plenarios se eligen los coordinadores, la Mesa Federal, integrada por compañeros de todas las provincias, y la Mesa Ejecutiva. Cada sector -los obreros activos, los desocupados y los jubilados- hacen también un Plenario anual por sus lineamientos organizativos específicos.

## Miembros
El Coordinador Nacional de la CCC es Amancay Ardura, que fuera secretario general del sindicato de los obreros rurales de Bahía Blanca desde la década del '70 hasta fines de los '80. Juan Carlos Alderete, reconocido dirigente de trabajadores desocupados, es el Coordinador Nacional de Desocupados de la CCC, mientras que Mariano Sánchez es el coordinador del movimiento de jubilados y pensionados de la CCC.